# Nicias (vua)
Nicias (tiếng Hy Lạp: Νικίας) là một vị vua Ấn-Hy Lạp, ông đã cai trị ở vùng Paropamisade. Hầu hết các đồng tiền của ông tương đối ít và đã được tìm thấy ở miền bắc Pakistan, điều này cho thấy rằng ông cai trị một vùng đất nhỏ xung quanh vùng thấp của thung lũng Kabul. Ông có thể là một họ hàng của vua Menandros I.

## Triều đại
Bopearachchi cho rằng Nikias cai trị vào khoảng năm 90-85 TCN. Thời điểm kết thúc triều đai của ông được hỗ trợ bởi sự vắng mặt của những đồng tiền Attic.
R.C. Senior lại khác, coi ông là một vị vua kế vị của Menandros, khoảng năm 135-125 trước Công nguyên, theo giải thích của ông ta về những phát hiện khảo cổ.

## Tiền xu
Nicias đã đúc những đồng drachm Ấn Độ bằng bạc với hình ảnh nhà vua đội vương miện hoặc mũ giáp cùng với ba hình ảnh sau bên mặt đối diện:
- Một hình vị vua đi bộ, được tìm thấy trên một số đồng drachm.
- Một mặt có hình ảnh của nữ thần Athena theo phiên bản của Menandros với tia sét, được tìm thấy trên một tetradrachm duy nhất.
- Hình ảnh thứ ba đó là cảnh nhà vua đang cưỡi một con ngựa đang nhảy dựng lên, giống với phong cách được sử dụng bởi Antimachos II và được tìm thấy trên một đồng đrama duy nhất.